# 大端黑螢
大端黑螢（学名：Luciola anceyi）为螢科熠螢屬下的一个种。